# 修学院離宮

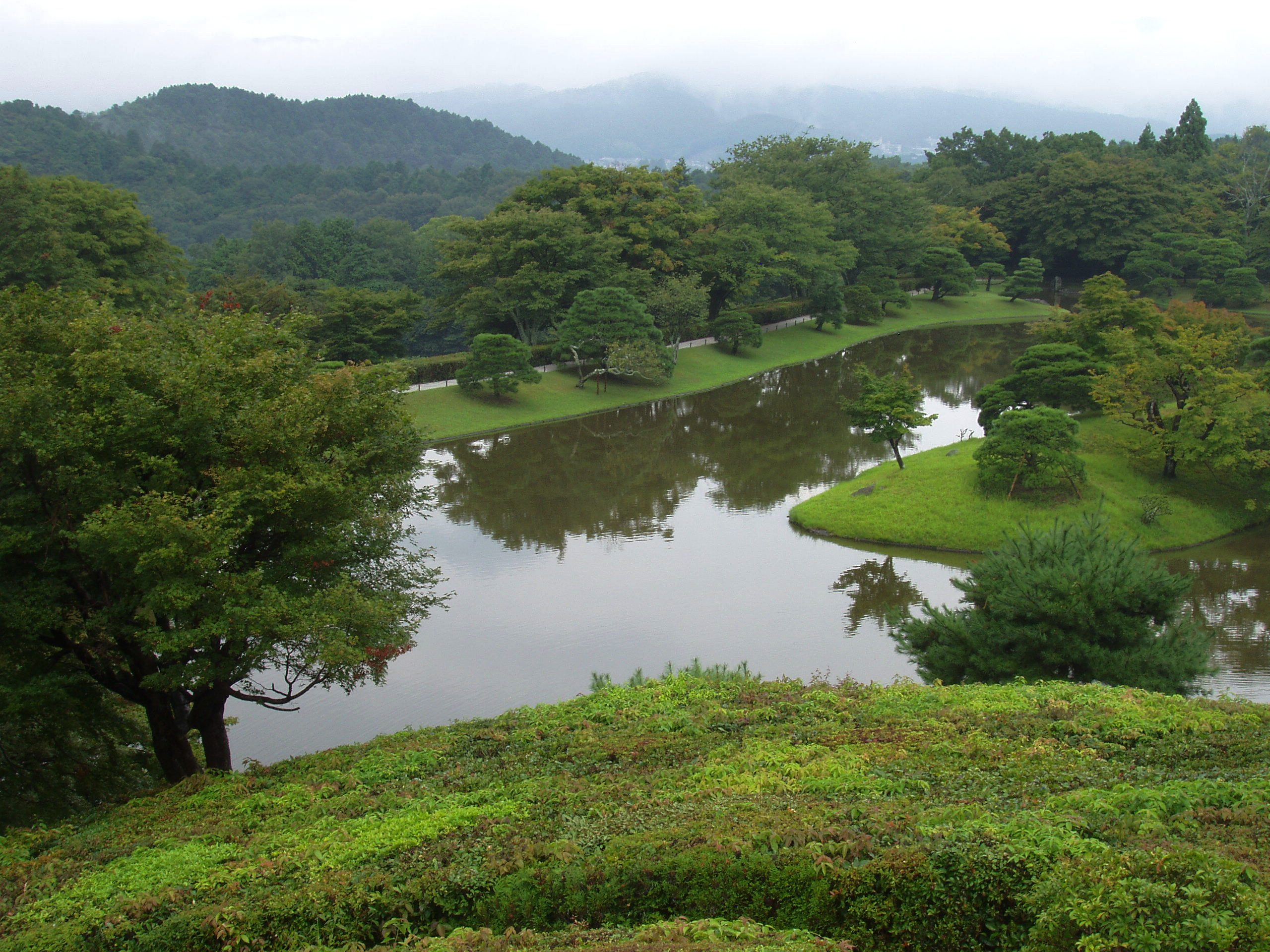
隣雲亭から浴竜池を臨む

修学院離宮（しゅがくいんりきゅう）は、京都市左京区修学院の比叡山麓にある皇室関連施設。17世紀中頃（1653年（承応2年） - 1655年（承応4年））に後水尾上皇の指示で造営された離宮（皇居以外に設けられた天皇や上皇の別邸）である。谷川を堰き止めた人工池を中心とした広大な庭園とその関連建物からなる。桂離宮・仙洞御所とならび、王朝文化の美意識の到達点を示すものとなっている。宮内庁京都事務所が管理しており、施設案内には古来「しゅがくいん」と呼ばれていた地に造営された事が記載されている。
読みは宮内庁では（しゅうがくいんりきゅう）を使用している。これは地元の町名がしゅうがくいんという読みを使用していることに合わせているためである

## 概要

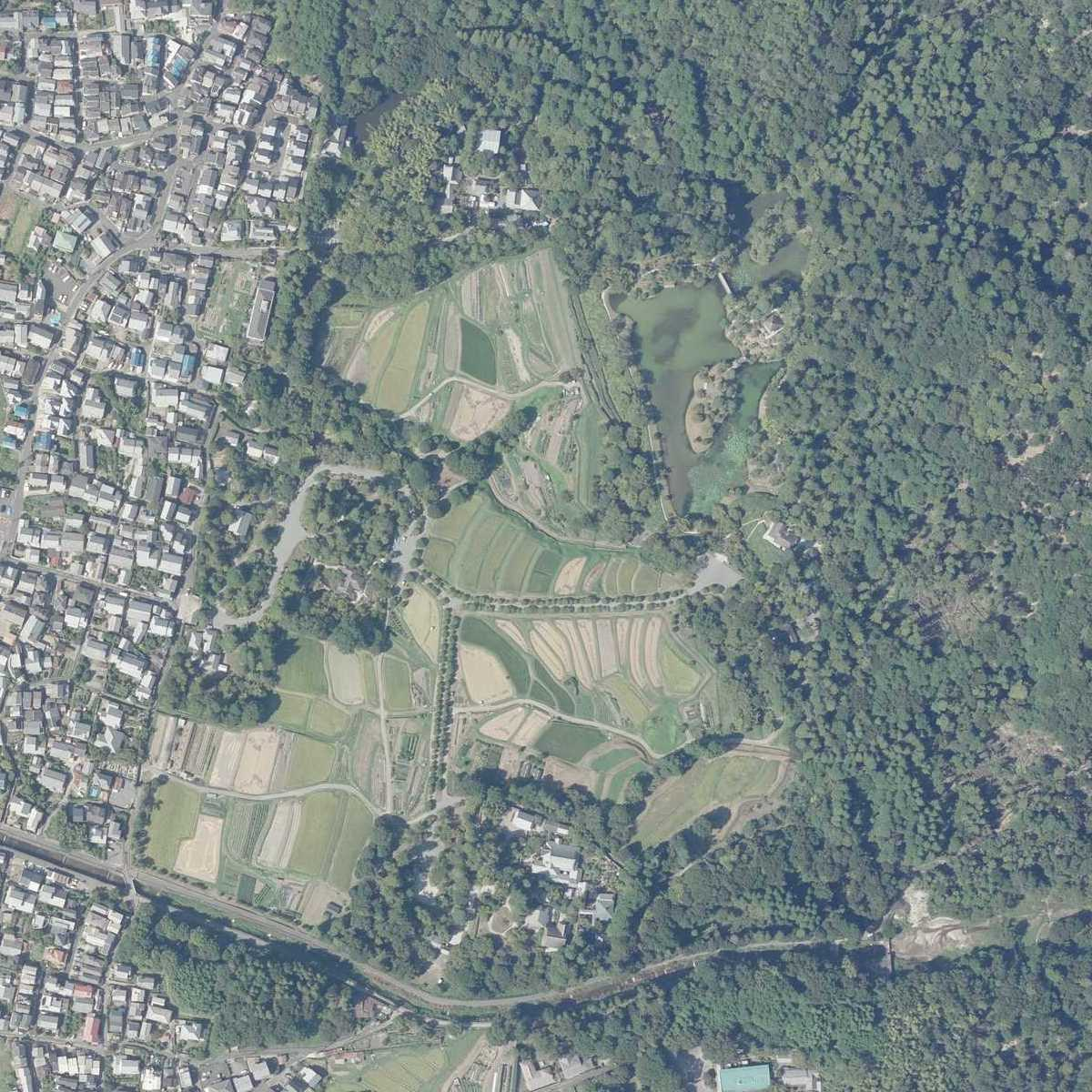
修学院離宮付近の空中写真。（2020年撮影）画像中央上部に見える池が浴龍池。

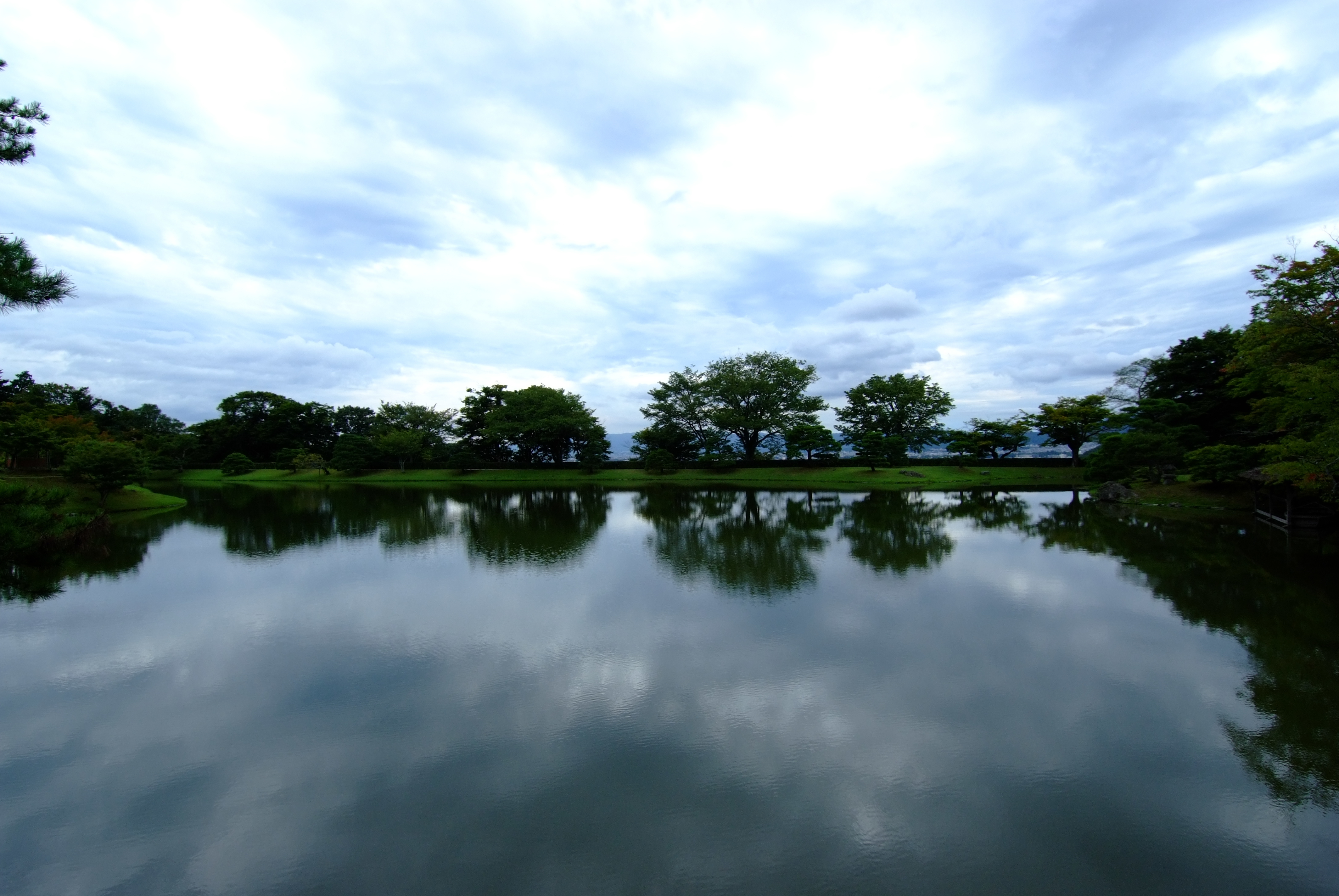
浴竜池の西浜

修学院離宮は上御茶屋（かみのおちゃや）、中御茶屋（なかのおちゃや）、下御茶屋（しものおちゃや）と呼び習わす3か所の庭園からなり、面積は54万平方メートルに及ぶ。
各御茶屋の間には田畑が広がり、細い松並木道が各御茶屋を結んでいる。上御茶屋と下御茶屋は、後水尾上皇（第108代天皇）の指示により、1655年（明暦元年）から1659年（万治2年）にかけて江戸幕府が造営した離宮である。後水尾上皇は女中に変装して輿に乗り、造営中の離宮を自ら訪れて造営の指図をしたというが、真偽のほどは定かでない。
上・下御茶屋は1884年（明治17年）、宮内省の所管となった。一方、中御茶屋は、同じ頃後水尾上皇の皇女の御所として造営されたもので、1885年（明治18年）に修学院離宮に編入された。修学院離宮は、第二次大戦後は、京都御所、桂離宮などと同様、「皇室用財産」（所有者は国）と位置づけられて、宮内庁が管理している。見学には、事前に宮内庁京都事務所に、郵送・直接申請あるいはインターネットを通じて申し込んで許可を得る必要がある。また18歳未満の者の見学は不可である。
なお、修学院離宮の「修学院」は離宮の名称でなく、離宮の所在する地名の旧称、すなわち（山城国愛宕郡）修学院村（現在の京都市左京区修学院などを含む）を意味し、その名はかつてこの近隣に所在していた寺院に由来するものである。

## 庭園と建物
敷地は上・中・下の御茶屋のほか、周囲の山林や水田も含めて54万5千平方メートルに及ぶ。上・中・下の御茶屋の間に広がる、実際に耕作されている水田をも風景に取り入れている。この水田は昭和39年（1964年）に宮内庁が買い上げ、地元農家と契約を結んで耕作させている。上・中・下の御茶屋の間を結ぶ松並木の道は、もとはあぜ道であったが、明治18年（1885年）の中御茶屋併合後、明治天皇の行幸に備えて拡幅整備し、松を植栽したものである。

### 下御茶屋
池泉観賞式庭園のなかに、後水尾院の御座所となった寿月観が建つ。門などの付属建物を除くと、下御茶屋に残る建物は寿月観のみである（寿月観も当初の建物ではない）。かつてはこのほかに茶屋の「蔵六庵」と2階建て楼建築の「彎曲閣」があったが失われた。丸太の門柱に竹を並べた簡素な表総門を入り、左（北）方向に進むと右手石段上に御幸門がある。御幸門を入り右折すると中門があり、池を掘った土を盛り上げた高みに寿月観がある。庭園裏手には東裏門があり、これを出ると、道は右の中御茶屋方面と左の上御茶屋方面に分かれる。
寿月観 - 後水尾院行幸時の御座所となった建物。当初の建物は岩倉殿（顕子内親王）の山荘から移築したものであったが、享保年間（18世紀前半）に失われ、文政7年（1824年）に再建された。文政の再建は、徳川家斉が光格上皇のために離宮の改修を行った際のものである。東側に「一の間」、その西に「二の間」、その南に「三の間」が鉤の手に連なり、三の間の西には5畳の茶室がある。二の間の北には4畳半、その北には10畳半の「玄関の間」が突出し、建物の北西端に式台玄関（御輿寄）がある。屋根は杮葺で、一の間側が寄棟造、三の間側の南妻は入母屋造とする。一の間の東・南面から二の間・三の間の東面にかけて板縁を設ける。一の間は15畳。うち北西隅の3畳分を框で一段高くした「上段」とする。上段の西側に床（とこ）を設け、これと矩折の北側に脇床（琵琶床）、棚を設ける。床柱は杉の面皮柱、長押は杉丸太である。棚の上の天袋小襖には鶴、下の地袋小襖には岩に蘭を描く。これらは原在中の筆である。西側の二の間境には岸駒筆の「虎渓三笑」の襖絵がある。修学院離宮のうち後水尾院造営部分（上・下御茶屋）にある唯一の襖絵だが、後水尾院没後の作である。二の間は12畳で、西側南寄りの杉戸に夕顔の絵がある。その南の三の間は6畳で、従者の控えの間である。茶室は5畳で北側に床を設け、裏に物入と水屋がある。一の間南側軒下の「寿月観」の額は後水尾院筆。三の間の南妻には失われた建物である「蔵六庵」の額が掛かる。寿月観前庭の飛び石や、庭に立つ袖石灯篭も有名である。

### 中御茶屋

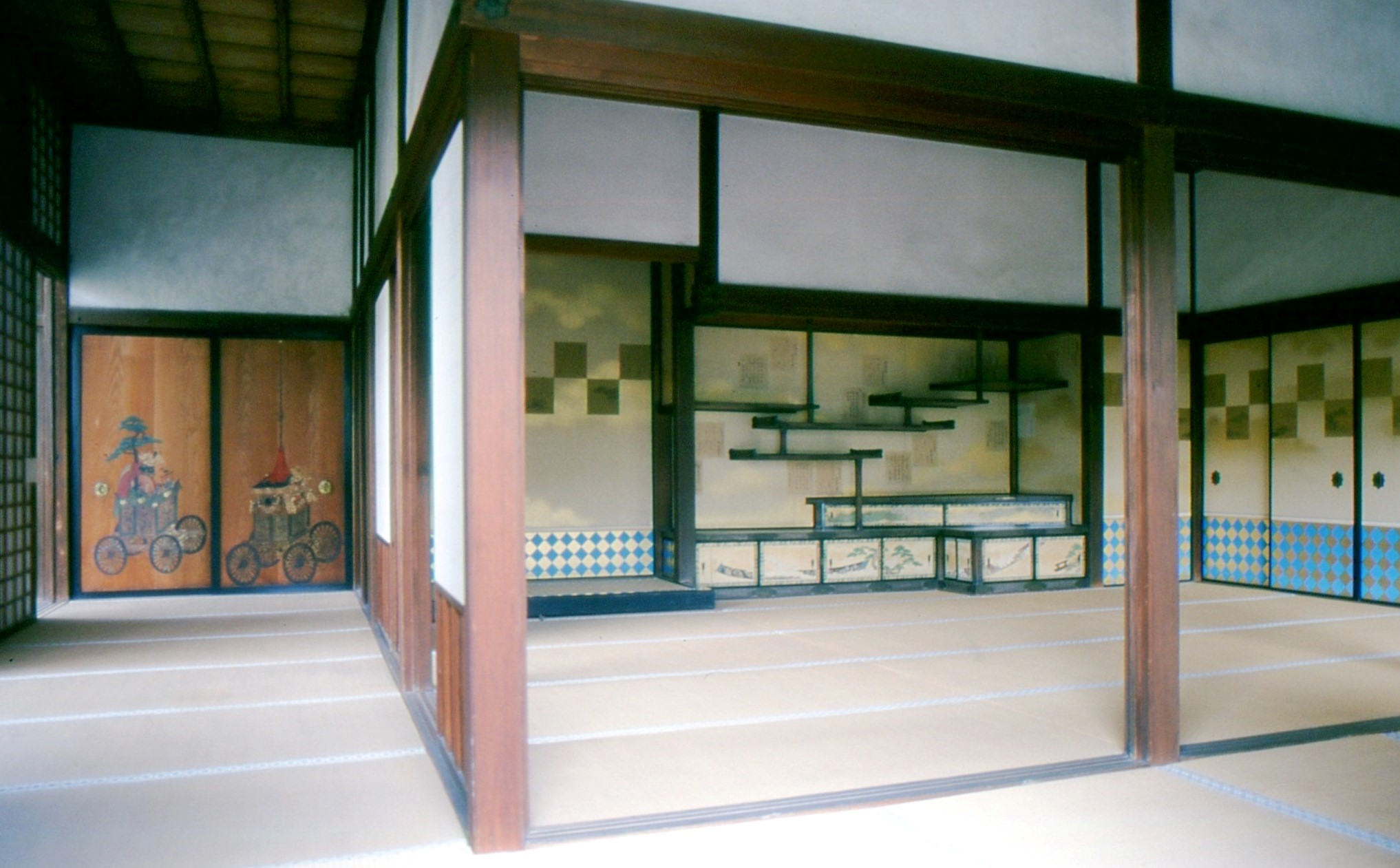
中御茶屋・客殿の霞棚

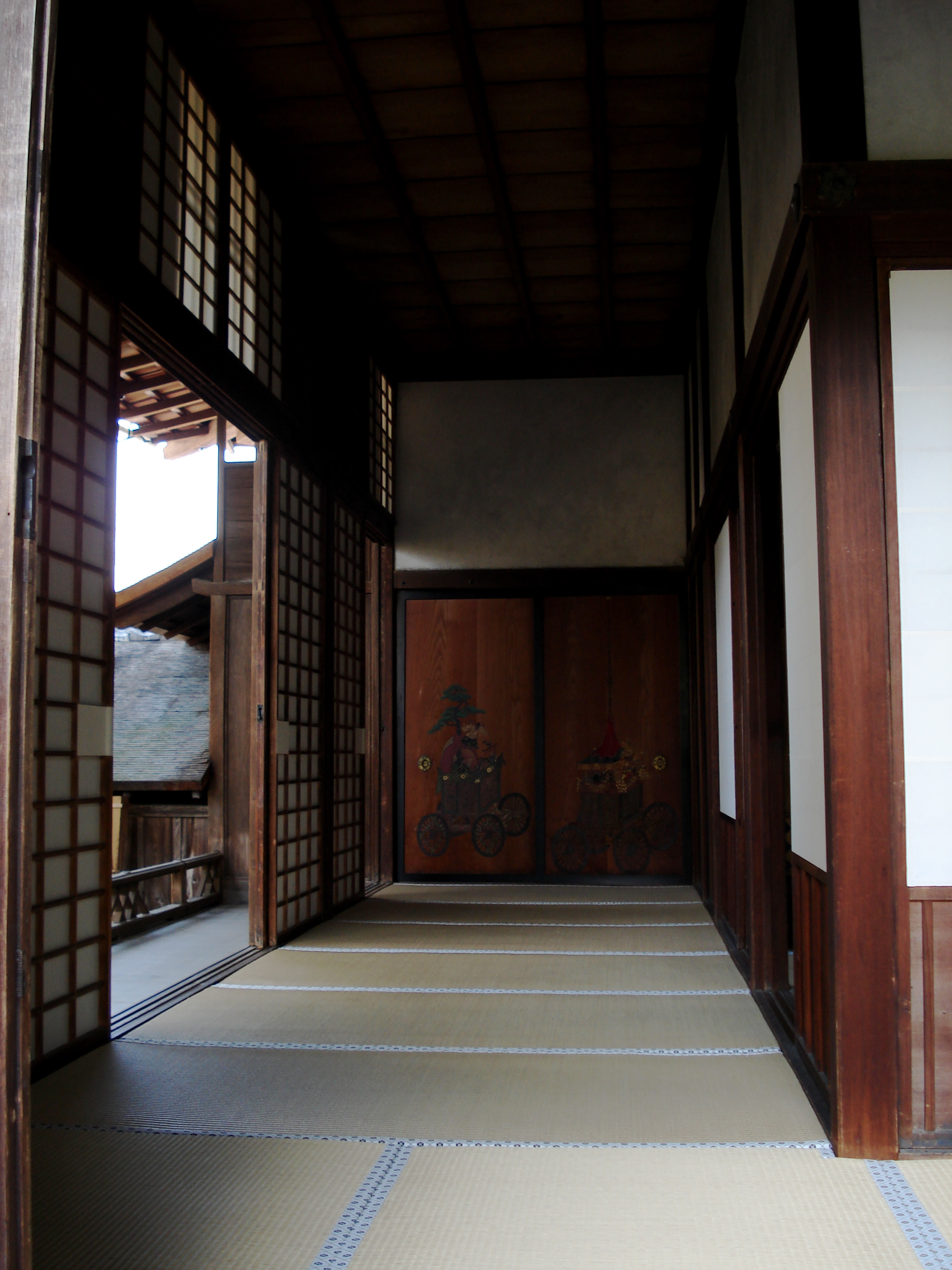
中御茶屋・客殿の内部（縁座敷）奥の杉戸絵は祇園祭の岩戸山と放下鉾を描いたもの

後水尾上皇の第8皇女・光子（てるこ）内親王のために1668年（寛文8年）造営された朱宮（あけのみや）御所が前身である。この地にはそれ以前、上皇の第1皇女である梅宮が出家して円照寺という尼寺を構えていたが、上皇の離宮建設の意思を聞いて、奈良八島の地へ移っていた。朱宮御所は上皇の死後、林丘寺（りんきゅうじ）という寺に改められた。1885年（明治18年）、楽只軒（らくしけん）と客殿を含む、林丘寺境内の約半分が宮内省に返還され、修学院離宮の一部となった。なお、林丘寺は門跡尼寺として今も存続している。楽只軒は前述の朱宮御所の一部で、1668年（寛文8年）頃の造営である。書院造の客殿は、1677年（延宝5年）造営された東福門院（後水尾天皇女御、徳川2代将軍秀忠娘）の女院御所の奥対面所を移築したものである。客殿一ノ間の霞棚は、桂離宮の桂棚、醍醐寺三宝院の醍醐棚とともに「天下三棚」の一として知られる。他に表門、中門、瓦葺の総門（もと林丘寺の総門であった）がある。
楽只軒 - 瓦葺、杮庇の建物。軒名は『詩経』の「楽只君子万寿無期」によるもので後水尾院の命名である。ほぼ正方形平面で、南面と東面に板縁を設ける。主たる部屋は東側の「一の間」とその西、建物中心部に位置する二の間である。一の間は6畳で北側に床（とこ）を設け、床壁貼付と、その西の壁貼付の絵は狩野探信の「吉野山桜図」である。二の間は8畳で、西面南寄りの壁貼付絵は作者未詳の「竜田川紅葉図」である。一の間・二の間境の長押上の「楽只軒」の額は後水尾院の筆になる。一の間の南には3畳の入側、二の間の南には4畳の入側がある。このほか、建物の西側に5畳間と2畳間、北側に6畳間、5畳間、納戸（2畳）がある。
客殿 - 楽只軒の南東に接して建つ。東福門院の女院御所の対面所を移築したものである。楽只軒より客殿の方が若干高い地盤上に建っており、楽只軒南東の板縁と客殿入側の間は矩折に位置する2つの階段で結ばれている。階段は楽只軒側が4段、客殿側が3段で、段差が一定の高さでない、特異な階段である。建物は入母屋造、杮葺とし、南面と西面に1間幅の入側（畳縁）があり、その周囲に板縁をめぐらす。西側の南が「一の間」、その東が「二の間」、その北が「三の間」で、一の間の北には仏間（御内仏の間）がある。一の間は12畳で、北側西寄りに床（とこ）、その東に幅1間半の棚を設ける。棚は5枚の欅板を高さを違えて設置し、霞のたなびく様に似ることから「霞棚」と称され、桂離宮の桂棚、醍醐寺三宝院の醍醐棚とともに天下三名棚の一とされる。棚の下方の地袋には友禅染の張り場の風景を描く。その上には細長い三角棚がある。地袋小襖の引手は羽子板形、三角棚の小襖の引手はぶりぶり（玩具の一種）形である。床壁の腰貼りは群青と金箔の菱形を交互に並べた幾何学文で、襖の腰貼りも同様である。床、棚、襖を通して金泥で雲を描き、その上に和歌・漢詩と水墨画の色紙を貼り交ぜている。和歌は親王公家、漢詩は五山僧の筆になるものである。室内の長押には七宝の釘隠14個がある。二の間は10畳で、狩野永敬の四季絵がある。襖の引手は尾長鳥丸紋のデザインとし、長押には七宝の竹葉形釘隠8個がある。南側の畳縁の杉戸には一の間側に鯉と鮒、二の間側に大鯉を描く。これらの魚の絵には画面全体を覆うように漁網の網目が描き込まれ、網目がところどころほつれている様子も描写されている。伝承では、この魚たちが夜な夜な絵から抜け出して庭の池で泳ぐため、漁網を描き加えたという。他に10畳の「三の間」と6畳の「仏間」があるが、後者は女院御所を当地へ移築した後に付け加えたものである。仏壇上方の欄間は波の文様を下向きに表したもので、「逆波の欄間」という。仏間北側には鉤の手に板縁（榑縁）を設けるが、その手摺の意匠は斜めの直線数本を組み合わせた独特のもので、「網干の手摺」と称される。西面入側の北端、楽只軒に通じる階段との境の杉戸には祇園祭放下鉾と岩戸山を描き、これらの裏面には2枚続きで祇園祭の船鉾を描く。

### 上御茶屋

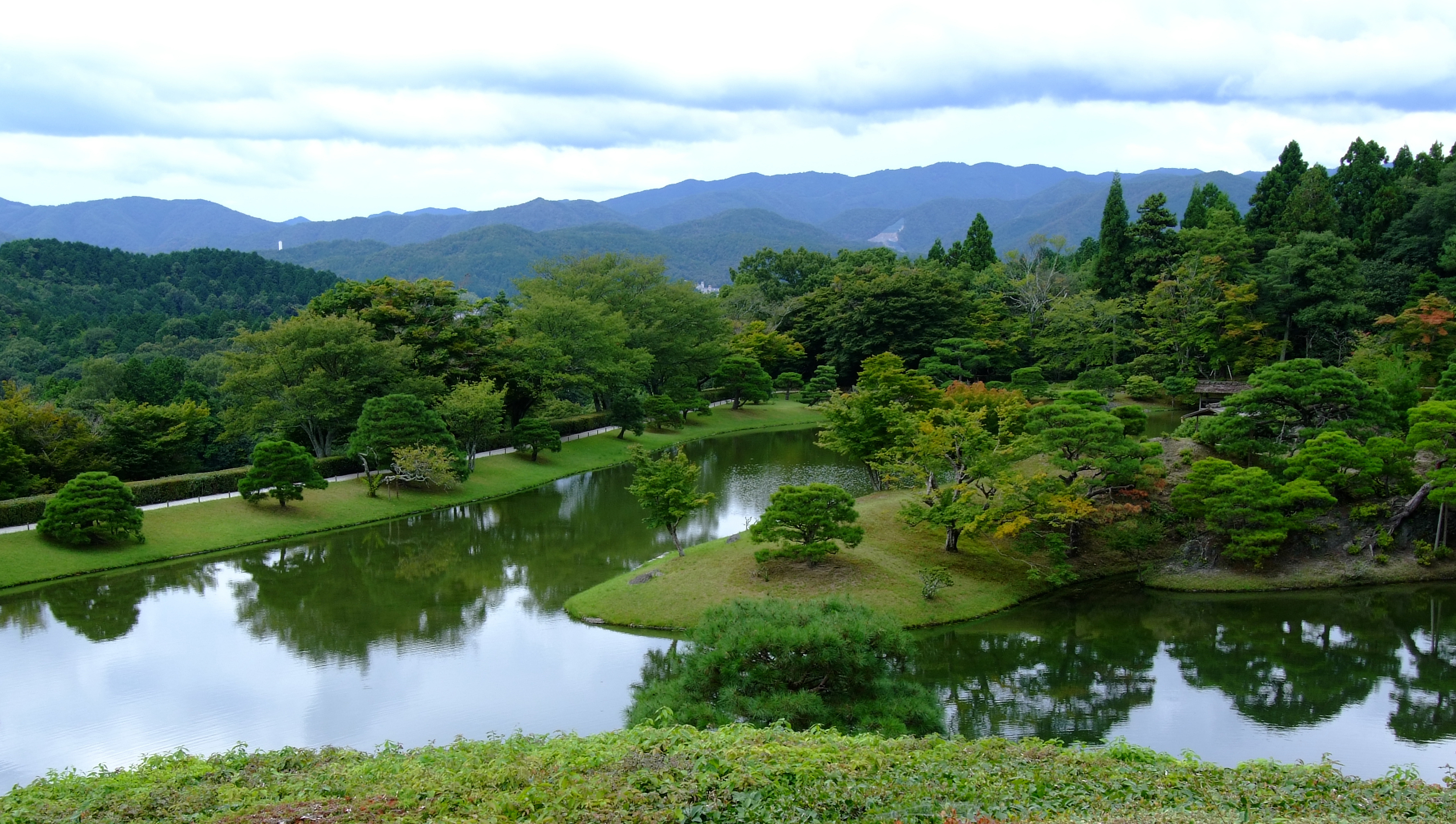
浴竜池

巨大な人工池の浴龍池（よくりゅうち）と大刈込を中心とした壮大な庭園である。杮葺の御成門を入ると、右は山道、左は池畔の道となる。一般参観者の順路は前者をとる。浴竜池は谷川を堰き止めて造った人工池で、堤防は高さ13メートル、延長200メートルに及び4段の石垣で補強されているが、武骨な石垣が見えないよう、3段の生垣と大刈込で覆っている。大刈込とは、異なる種類の樹木を混ぜ植えたものを刈込んで、全体の形を整えたものである。御幸門から石段を上った離宮内の最高所に隣雲亭が建つ。ここまで登ると、急に展望が開け、眼下に浴龍池、遠方に借景の山々を望む壮大な風景が広がる。
浴竜池には中央の中島（窮邃亭）のほか、2つの島があり、北側の島は三保島、南側の島は万松塢（ばんしょうう）という。中島には東岸から楓橋、北岸から土橋が架かる。楓橋は欄干付の木橋。土橋は上に土を盛った木橋である。中島と万松塢の間には後述の千歳橋が架かる。
上御茶屋の主要建物は隣雲亭と窮邃亭の2棟である。他に池の北岸に止々斎という建物があったが、宝永6年（1709年）に仙洞御所に移築され、天明の大火（1788年）で仙洞御所が焼失した際に失われてしまった。
隣雲亭 - 海抜150メートル、浴竜池との標高差10メートルのところに建つ。当初の建物は延宝5年（1677年）に焼失し、現存する建物は文政7年（1824年）の再建である。なお、霊元法皇が享保6年（1721年）修学院離宮を訪問した際に隣雲亭を訪れたという記録があり、延宝の焼失後、いったん再建されたものが荒廃したため、文政年間に建て直したとみられる。池を眺望するための簡素な建物で、床（とこ）、棚などの座敷飾りはなく、装飾は欄間の花菱文と釘隠にみられる程度である。建具は間仕切り、外回りとも明障子とする。主室の「一の間」は6畳、その南に「二の間」（3畳）があり、一の間の北側には「洗詩台」と称する2坪（4畳大）の板間がある。洗詩台は南を除く三方を吹き放しとした開放的な空間である。洗詩台、一の間、二の間の西側及び南側には板縁をめぐらし、その周囲は深い軒の下の土庇となる。土庇部分の三和土（たたき）には赤と黒の小石が埋め込まれ「一二三石（ひふみいし）」と呼ばれている。二の間の東方には中廊下を隔てて東から西へ8畳間、6畳間、6畳間が連なるが、これらは池を眺望できない位置にあり、従者の控えの間である。
窮邃亭 - 後水尾院によって造営された上の茶屋・下の茶屋の建物のほとんどが滅失または再建されているなかで、本建物は唯一、創建当時のものとされている。ただし、幕末頃には相当に荒廃していたようで、大幅な修理が加わっている。大きい中島の上に建ち、宝形造、杮葺、屋根頂部に瓦製の露盤を置き、その上に切子頭の宝珠を乗せる。南面と東面は縁および土間庇をめぐらす。内部は18畳の1室とし、間仕切りはない。ただし、北側の東隅に板間が突出し、水屋となっている。水屋には流し、天袋、地袋を設ける。床（とこ）、棚などの座敷飾りはないが、池に面する北面から西面にかけて鉤の手に6畳分を框一段分高くなった「上段」とする。上段の西側窓際には幅1尺、長さ2間の肘掛板があり、これは欅の一枚板である。この建物は、壁でふさがれているのは前述の水屋部分のみで、他は4面とも明障子の戸または窓とする。南側上がり口の軒下の「窮邃」の額は後水尾院の筆である。
千歳橋 - 中島と万松塢の間に架かる。特色ある外観をもった屋形橋であるが、当初から離宮にあったものではない。切石積みの橋台に一枚石の橋板を渡し、東には宝形造、西には寄棟造の屋根を架けたもので、宝形造屋根の頂部には金銅の鳳凰が立つ。文政7年（1824年）の離宮改修時に、京都所司代の内藤信敦が橋台を寄進し、文政10年（1827年）に水野忠邦が屋形を寄進したものである。

## ギャラリー

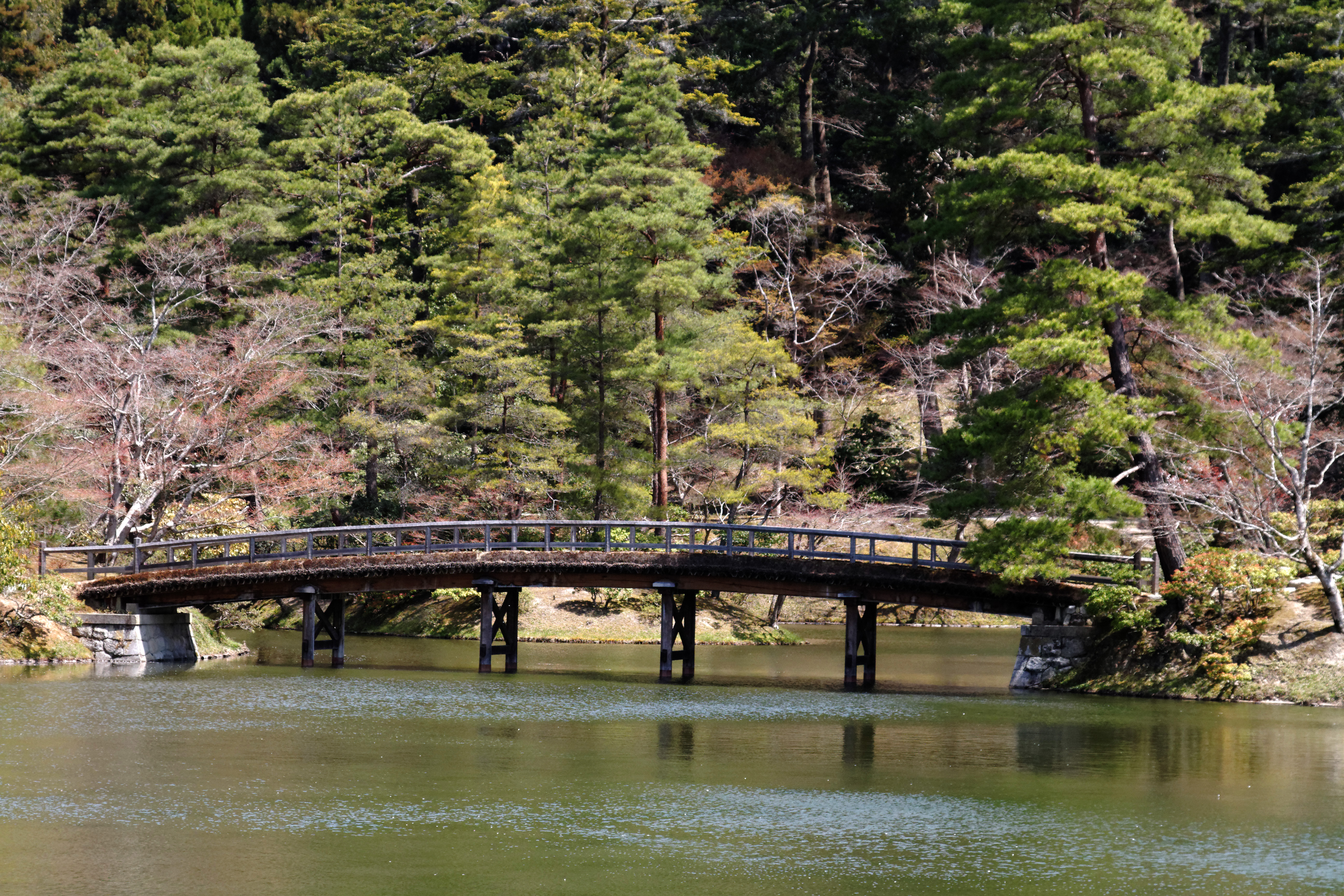
土橋（上御茶屋）
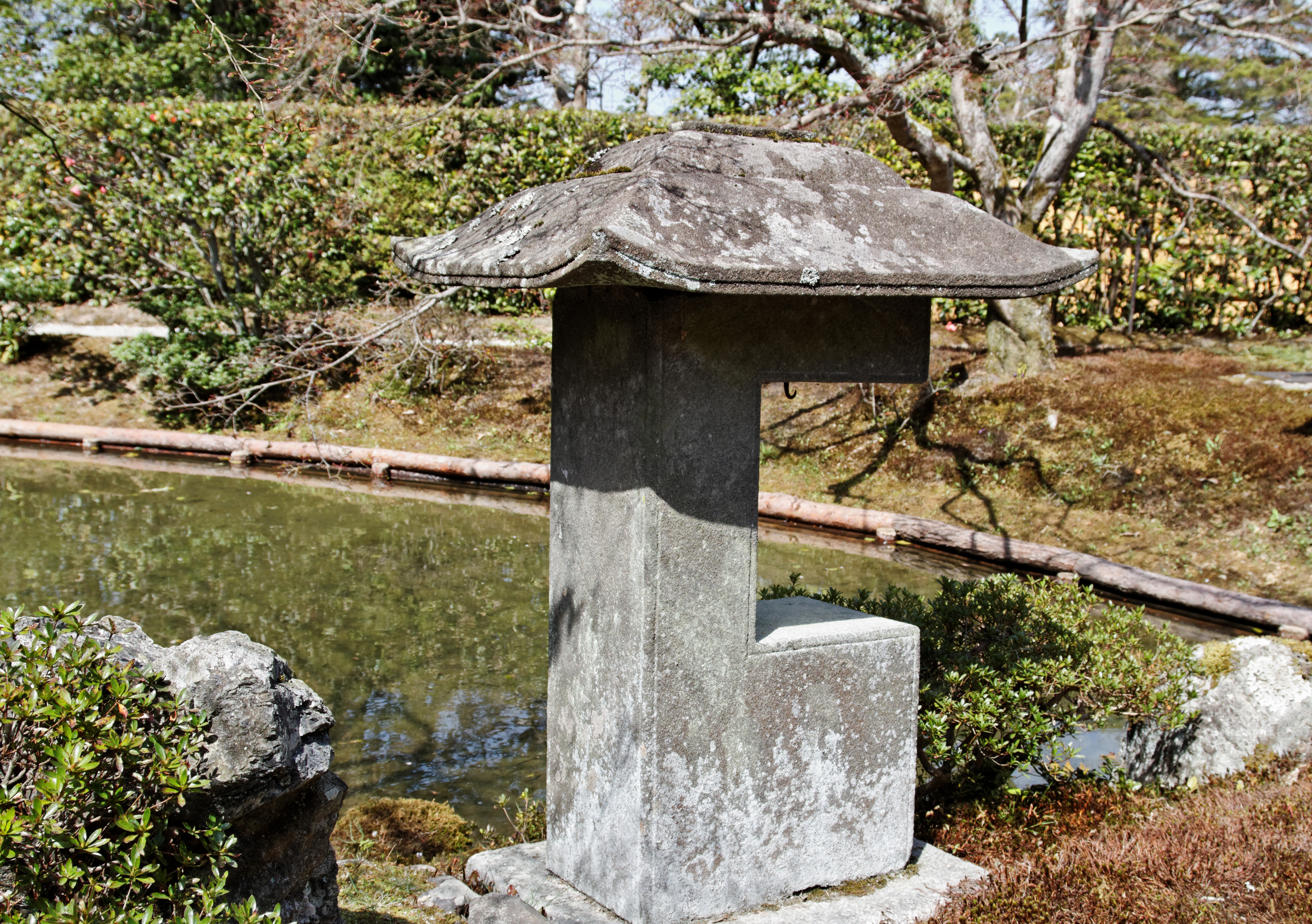
袖形燈籠（下御茶屋）
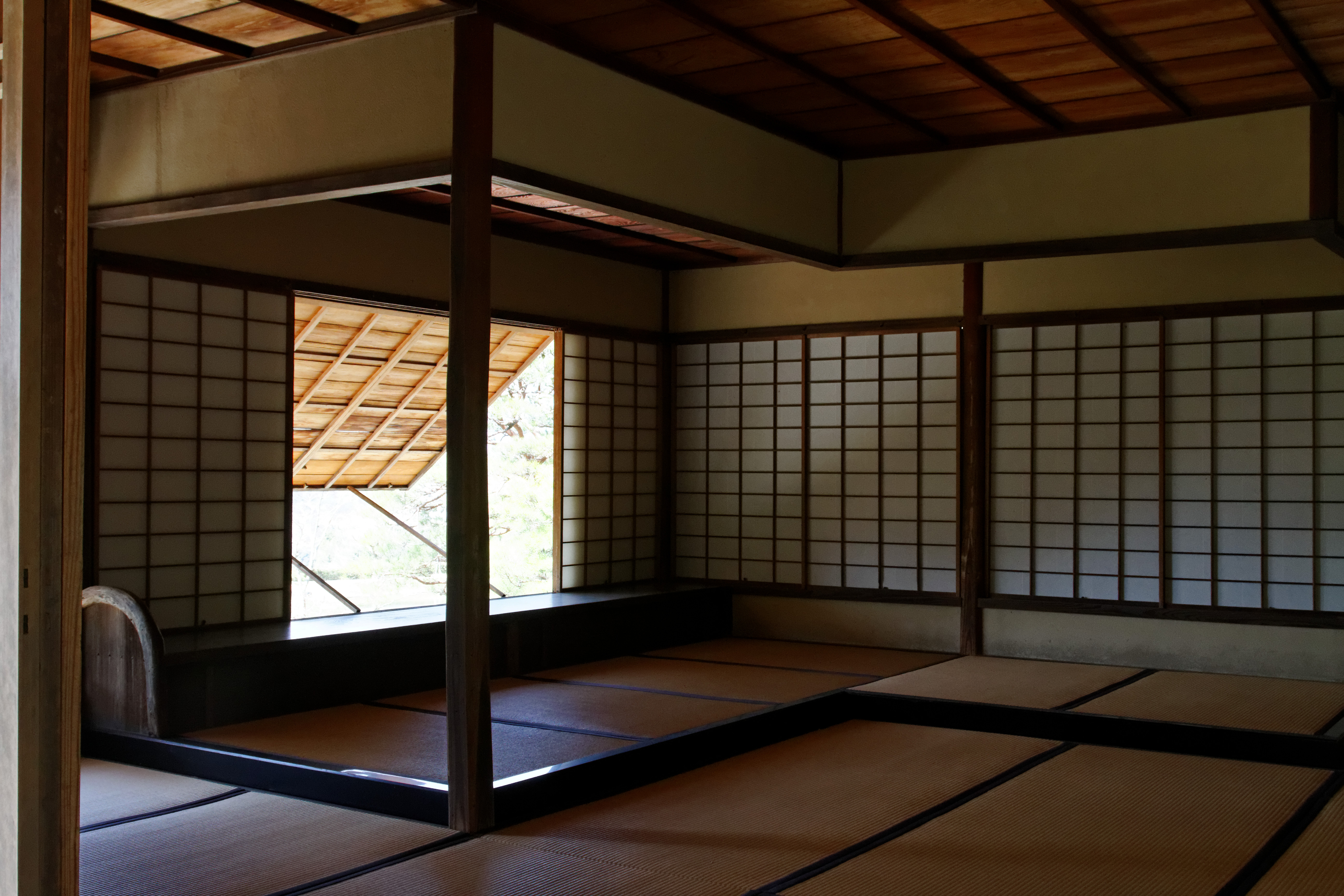
窮邃亭内部
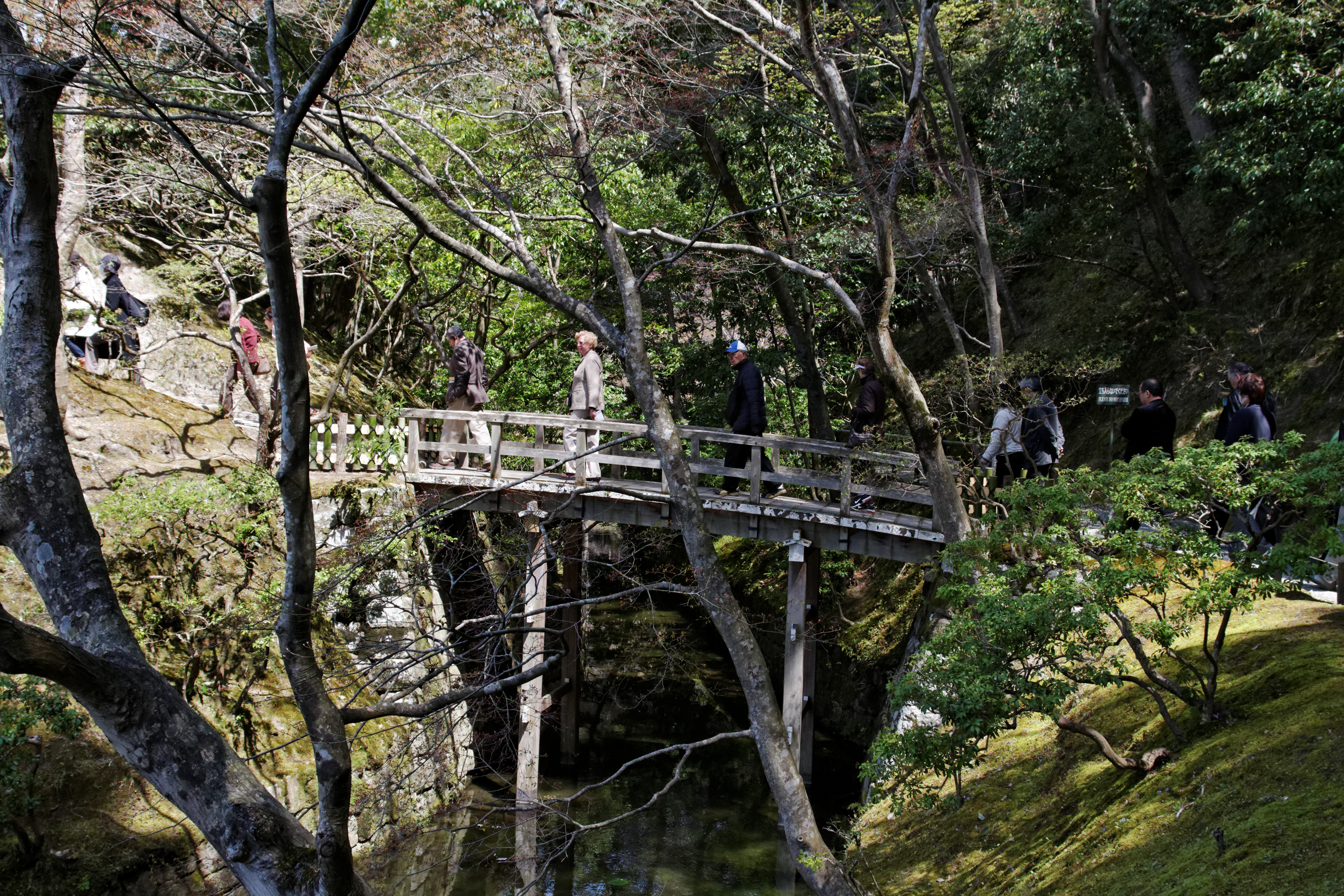
楓橋（上御茶屋）

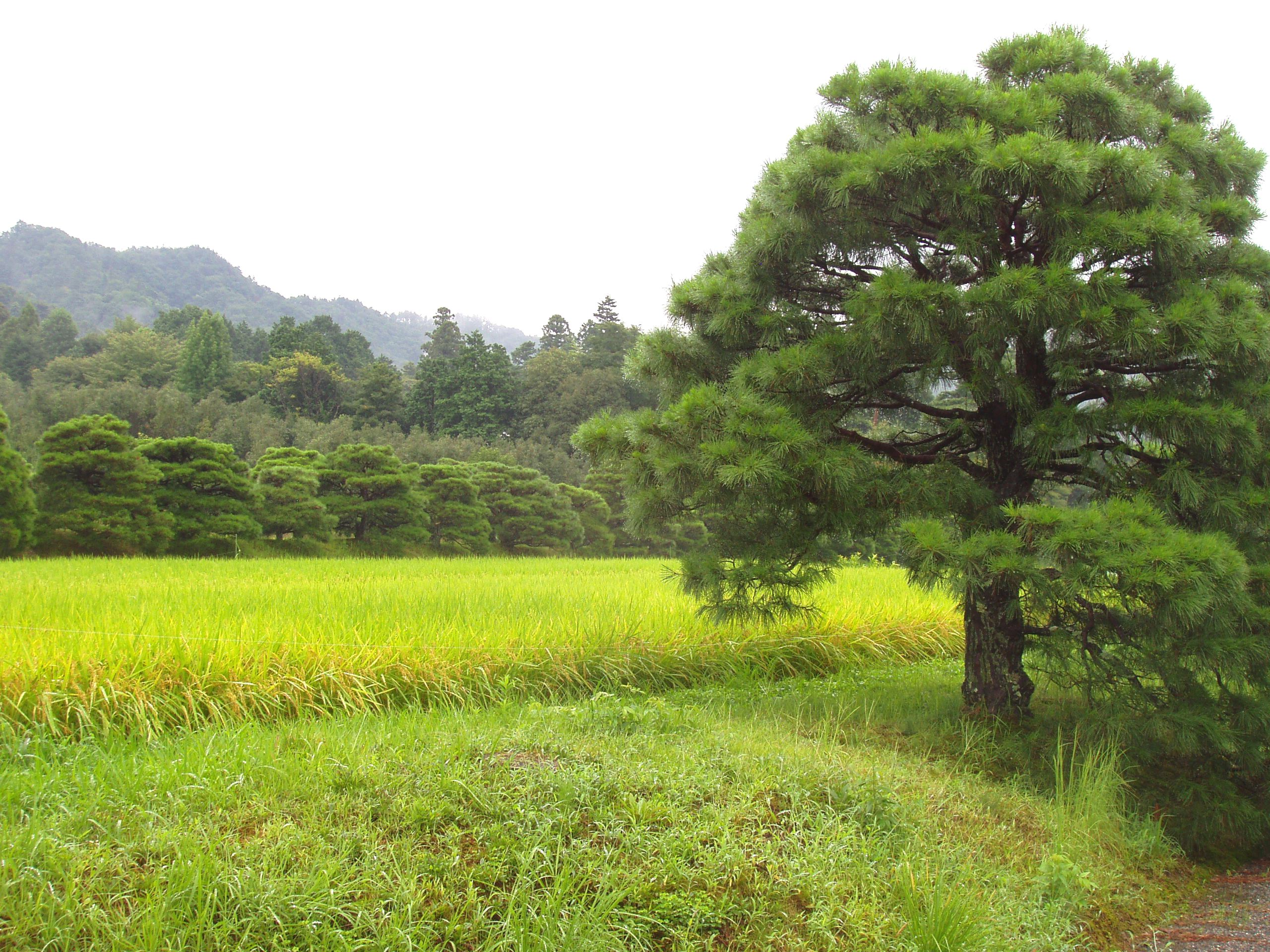
御茶屋間を結ぶ松並木と田園の借景
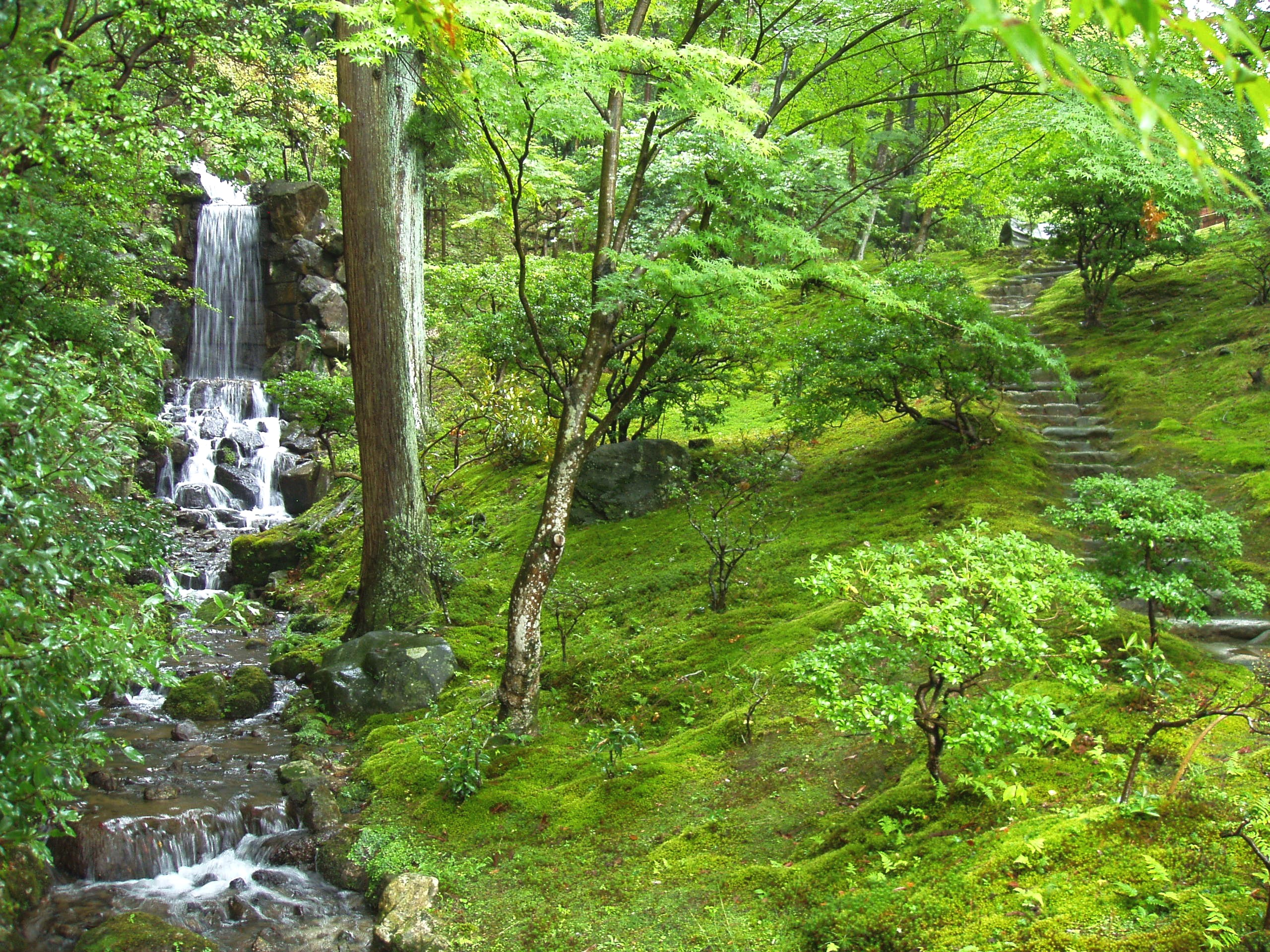
上御茶屋雄滝
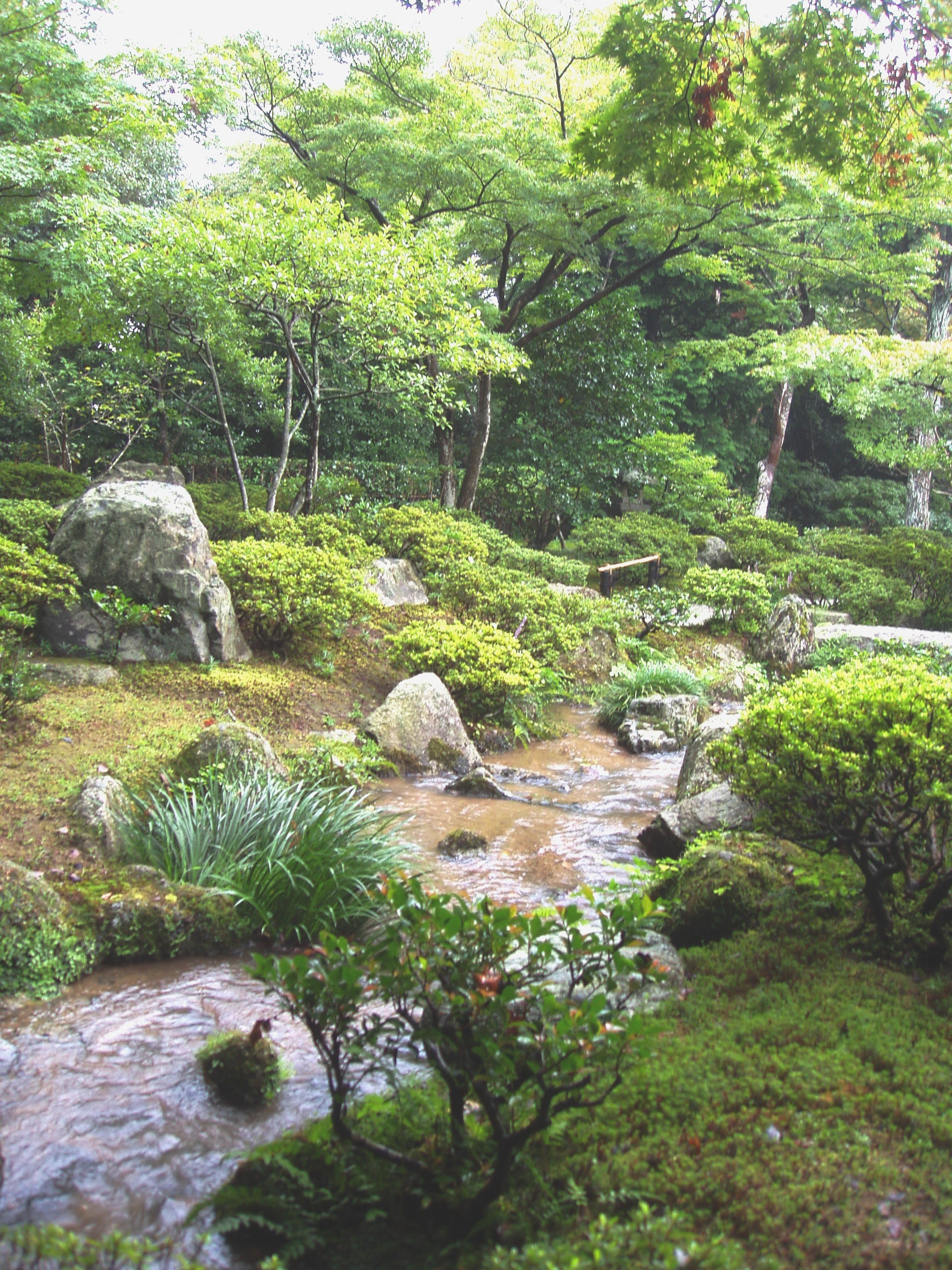
中御茶屋庭園
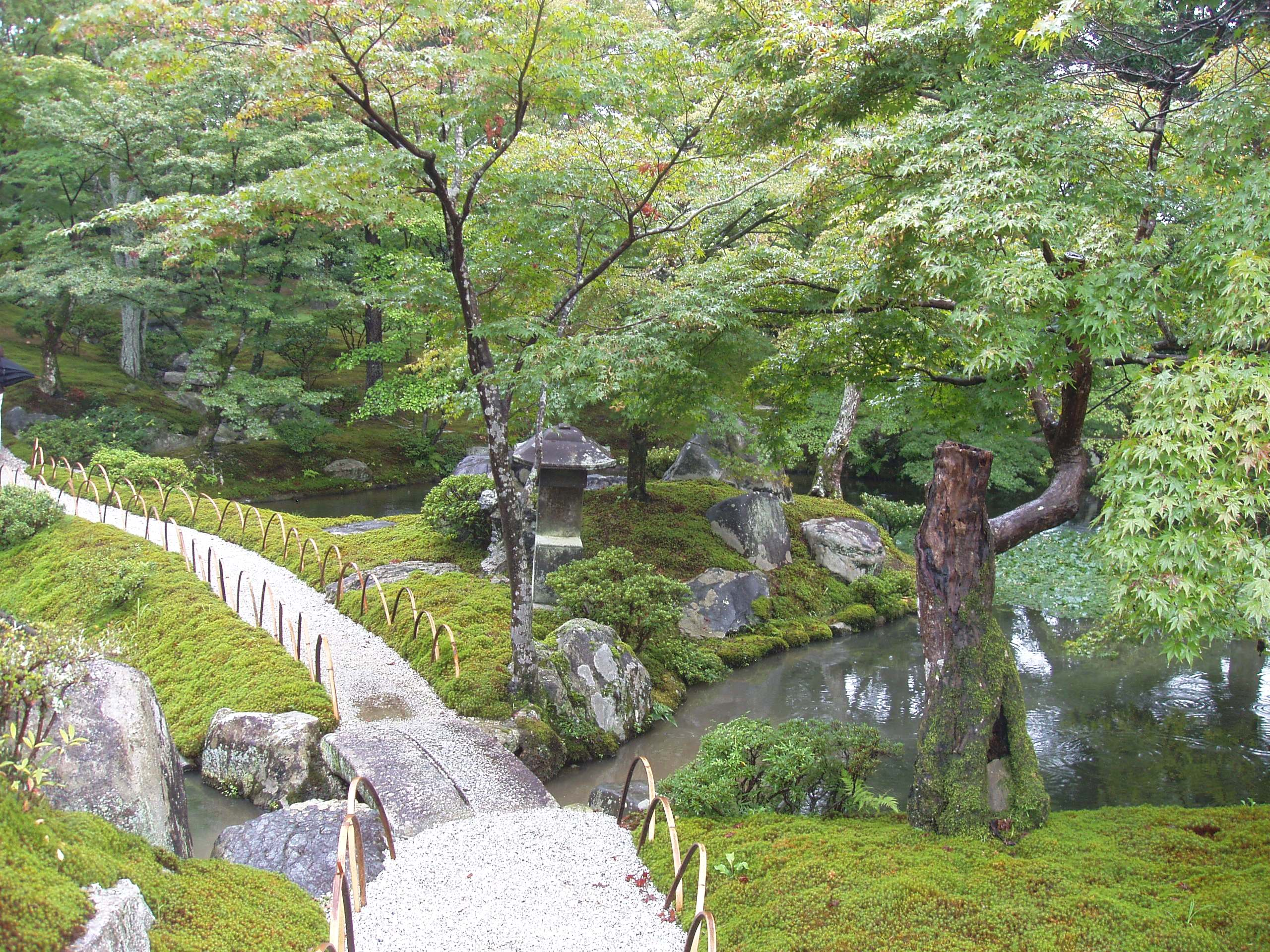
下御茶屋苑路、中央奥の石燈籠は「袖形燈籠」
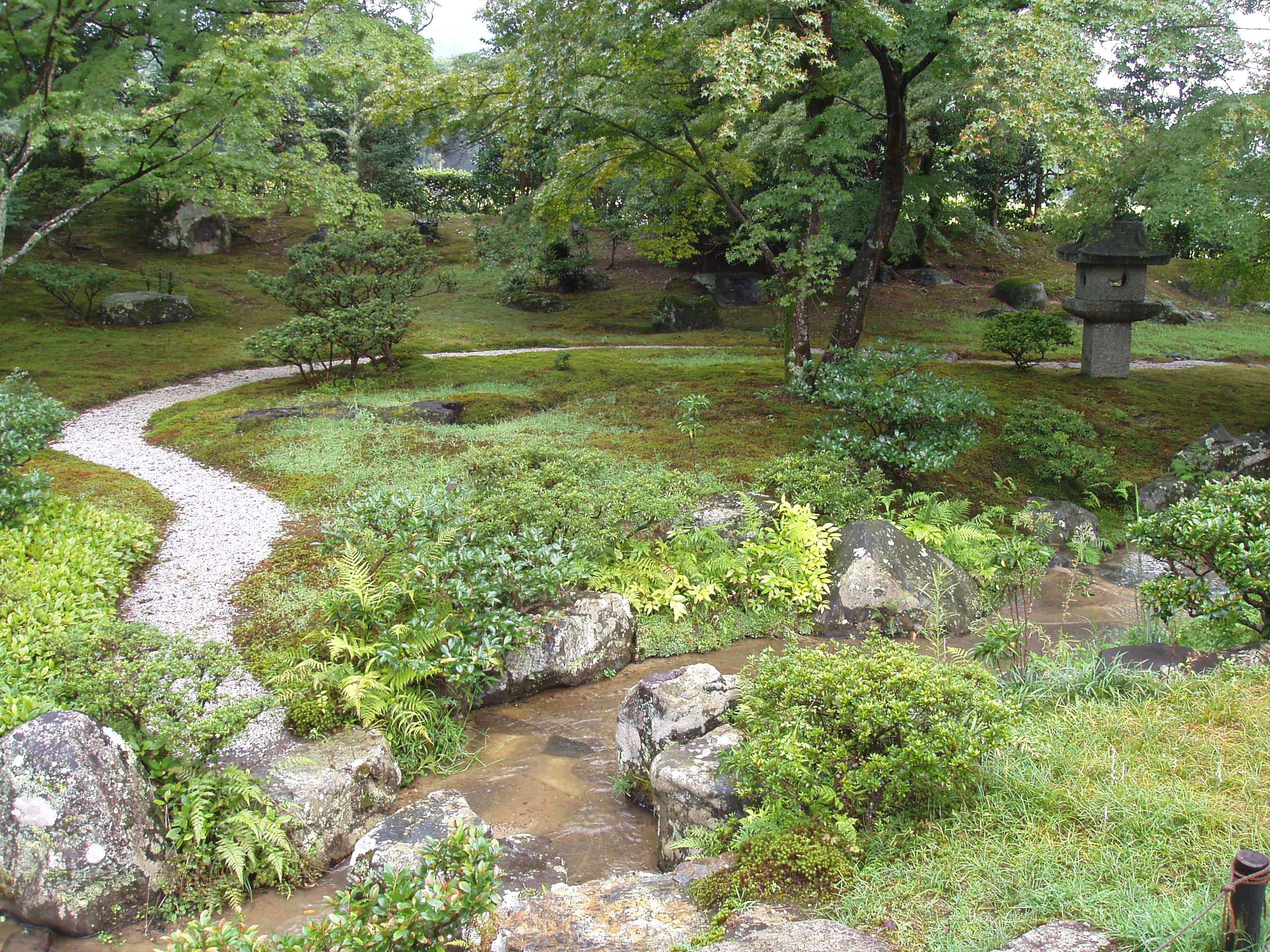
下御茶屋、彎曲閣跡の遣り水、右手の石灯籠は「櫓形燈籠」

## アクセス
- 京都市営バス5・31・65系統「修学院離宮道」下車、徒歩15分
- 叡山電鉄叡山本線修学院駅から徒歩20分